# Internet in Kirgisistan
In Kirgisistan nutzten 2016 etwa 72 % der Bevölkerung das Internet, was über dem weltweiten Durchschnitt von 51,7 % liegt. Die Top-Level-Domain von Kirgisistan ist .kg.

## Verbreitung und Zugang
Der Zugang zum Internet in Kirgisistan konzentriert sich vor allem auf den urbanen Raum. 78 Prozent des Internetmarkts beherrscht die staatliche KyrgyzTelecom.
Im Jahr 2009 belief sich die Prozentzahl der Internetbenutzer auf 16 Prozent, 2016 waren es dann bereits 34,4 %. 64 Prozent der Nutzer des Internets leben in den Städten und 36 Prozent auf dem Land. 41 Prozent der Internetnutzer leben in der kirgisischen Hauptstadt Bischkek. 77 Prozent gaben, dass sie sich über das mobile Internet informieren. 29 Prozent verwenden das Internet nicht nur auf ihren Arbeitsstellen, sondern nutzen es auch zuhause. Wegen der wachsenden Popularität des mobilen Internets verloren Internetcafés in den letzten Jahren Marktanteile. Das Unternehmen Beeline dominiert mit 4 GB Transfervolumen pro Monat. Mit einer Datenübertragungsrate von 28,8 Mbps und mit kostenlosen Zugang zu den sozialen Netzwerken Odnoklassniki und Facebook dominieren sie den Markt. Die Kosten hierfür betragen ungefähr 8 USD pro Monat. Der Internetanbieter Megacom bietet ein Transfervolumen von 2 GB pro Monat für 10 USD an.
Die Anzahl der Menschen, die ein Handy nutzen, ist mit 129 Prozent höher als die Internetnutzeranzahl. Die Mobilfunkanbieter geben an, dass sie 90 Prozent der bewohnten Fläche abdeckt. Beeline bietet mit einer 3G-Verbindung, der dritten Generation der Mobilfunkstandards, eine flächendeckende Versorgung des Landes an. Ab Januar 2012 bot Megacom 3G-Verbindungen in Bischkek an. Mit den oben genannten Maßnahmen konnte Ende 2013 etwa die Hälfte des bewohnten Gebietes Kirgisistans versorgt werden.
Der Preis für eine Internetverbindung ist in den letzten Jahren stark gesunken, sodass ein Internetzugang für Teile der Bevölkerung bezahlbar wurde. Das trifft vor allem für die Hauptstadt zu. Dort herrscht auch ein starker Wettbewerb zwischen den Anbietern. Preise für die Datenübertragungsrate von 3 Mbps schwanken in der Hauptstadt zwischen 15 USD bis 45 USD pro Monat. Die maximale Datentransferrate liegt bei 10 Mbps. KyrgyzTelecom bietet zumeist die höchste Geschwindigkeit an und ist auch in manchen Gebieten der einzige Internetdienstanbieter. Anfang 2015 kostete eine Datenübertragungsrate von 128 Kbps in manchen ländlichen Gebieten 14 USD. Im Februar des gleichen Jahres wurde die minimale Bandbreite auf 512 Kbps angehoben, ohne dass der Preis erhöht wurde. Das monatliche Durchschnittseinkommen in Kirgistan liegt bei ungefähr 130 €.
KygryzTelecom entwickelte 52 WLAN-Hotspots an 16 verschiedenen Stellen mit einer Datenübertragungsrate von jeweils 256 Kbps.
Der Markt für Internetprovider ist, im Vergleich zu anderen Ländern, in dieser Region marktwirtschaftlich organisiert. Die vier großen Internetprovider sind KyrgyzTelecom, Elcat, Megaline und Saima Telecom. Die letzten drei sind privat. Der größte private Anbieter ist Megaline.
Es gibt sieben Mobilfunkfirmen in Kirgisistan. Die beiden größten sind Megaline und Beeline, sie haben nahezu den gleichen Marktanteil.

## Staatliche Eingriffe
Die Eingriffe des Staates ins Internet haben sich seit dem Sturz des Präsidenten Kurmanbek Bakiev 2010 verbessert. Allerdings hemmen eine Reihe von juristischen Einschränkungen die Internetnutzung. Zusätzlich stiegen die Anforderungen an die Internetdienstanbieter, denn sie müssen die Überwachungstechnologien ausbauen, um Strafverfolgung illegaler Inhalte verfolgen zu können.
Um ihre Kabel mit dem Internet zu verbinden, sind Netzwerkbetreiber nicht dazu verpflichtet staatliche Leitungen zu nutzen. Da eine Internetleitung durch Kasachstan verlief, war die Plattform LiveJournal in Kirgisistan für manche Internetnutzer zeitweise nicht erreichbar. Dieses Problem wurde 2015 gelöst. Die Regierung Kirgisistans, die Pressefreiheit mehr achtet als ihre Nachbarn, hat bislang keine Einschränkungen der sozialen Netzwerke vorgenommen.
Die Netzwerkbetreiber sind nicht dazu verpflichtet, staatliche Leitungen zu nutzen. Das Fernsehen bleibt die wichtigste Nachrichtenquelle der Bevölkerung. Es gibt Hinweise, dass die Regierung in Bischkek versuchte, vereinzelt einige Inhalte zu löschen.
Im Mai 2016 wurde ein Gesetz verabschiedet, das der Regierung erlaubt Internetseiten, die in anderen Ländern betrieben werden, in Kirgistan zu blockieren. Im Februar 2015 gab es einen Vorschlag, der darauf hinauslief, dass Internetseiten auch ohne gerichtlichen Beschluss gesperrt werden dürfen.
Bis zu einem gewissen Grade existiert Selbstzensur, denn die inländischen Blogger und Journalisten passen sich bei ihrer Berichterstattung an die Regierung an.
Artikel 31 des Kirgisischen Verfassung garantiert Gedanken-, Meinungs- und Pressefreiheit. Artikel 29 garantiert die Privatsphäre und verbietet kollektives Datensammeln. Die Trennung von Judikative und Exekutive wird teilweise nicht beachtet. Dies hängt auch damit zusammen, dass die Richter unterbezahlt sind und es zu Fällen von Korruption kommen kann.

## Internetforen
Foren im Internet werden häufig genutzt um die öffentliche Meinung zu beeinflussen. Das geschieht vor allem durch sogenannte Trolle, die von Politikern Dotationen erhalten. Das monatlichen Zahlungen für eine gesteuerte Kampagne durch einen Troll liegt zwischen 200 und 700 USD.

## Datenschutz
Wie in den meisten ehemaligen Sowjetstaaten verbessert Kirgisistan die Überwachungstechnologien ständig. Sie wird häufig mit dem Stand der Entwicklung Russlands verglichen. 2010 und 2011 gab es einige Skandale zum Missbrauch dieser Technologien.

## Cyberattacken
Politisch motivierte Cyberattacken sind selten. Einige Hacker hackten die Newsagentur [Kabar.kg]. Dies betraf allerdings nicht die Arbeit dieser Newsagentur.